# Reithrodontomys sumichrasti
Reithrodontomys sumichrasti is een zoogdier uit de familie van de Cricetidae. De wetenschappelijke naam van de soort werd voor het eerst geldig gepubliceerd door Saussure in 1861.

## Verspreiding
Reithrodontomys sumichrasti leeft in gebieden van 1.200 tot 4.000 meter hoogte van San Luis Potosí in Mexico tot westelijk Panama.